# Vaila Barsley
Vaila Barsley (Boston, 15 settembre 1987) è una calciatrice britannica, difensore del Brommapojkarna.

## Carriera

### Nazionale
Nel 2003 Barsley viene convocata dalla federazione calcistica dell'Inghilterra (Football Association - TheFA) per vestire la maglia della formazione Under-17, riocando per la rappresentativa giovanile inglese fino al 2004.
Grazie alla cittadinanza della madre, nata nelle Isole Shetland, Barsley viene convocata dalla federazione calcistica della Scozia (Scottish Football Association - SFA) per vestire la maglia della nazionale scozzese solamente nel 2017, a 29 anni, inserita dal tecnico Anna Signeul nella rosa della squadra che l'11 aprile affronta in amichevole il Belgio, persa con il punteggio di 5-0, e dove scende titolare rilevata al 64' da Sophie Howard, anch'ella debuttante nella nazionale maggiore. Pur nella pesante sconfitta Signeul le concede fiducia, testandone lo stato di preparazione in altre tre occasioni e decidendo di inserirla nella lista delle prime 22 atlete convocate per la fase finale dell'edizione dell'Europeo dei Paesi Bassi 2017 emessa il 27 giugno 2017.. Barsley, impiegata nei primi due dei tre incontri della sua nazionale, condivide con le compagne il percorso della Scozia che, inserita nel gruppo D con Inghilterra, Portogallo e Spagna, perde la partita 6-0 con le inglesi, 2-1 con le portoghesi, e l'ininfluente vittoria per 1-0 sulle spagnole, rete al 42' di Caroline Weir, venendo eliminate dal torneo.